# 埃维利耶
埃维利耶（法語：Hévilliers，法語發音：[evilje]）是法国默兹省的一个市镇，属于巴勒迪克区。

## 地理
埃维利耶（48°36'7"N, 5°19'56"E）面积10.6 平方千米，位于法国大東部大區默兹省，该省份为法国西北部内陆省份，北与比利时接壤，西接马恩省和阿登省，南至上马恩省和孚日省，东临默尔特-摩泽尔省。
与埃维利耶接壤的市镇（或旧市镇、城区）包括：奥尔日河畔比安库尔、库韦尔皮、索河畔达马里、莫莱、奈欧福日、楠图瓦、特雷沃赖、维莱勒塞克。

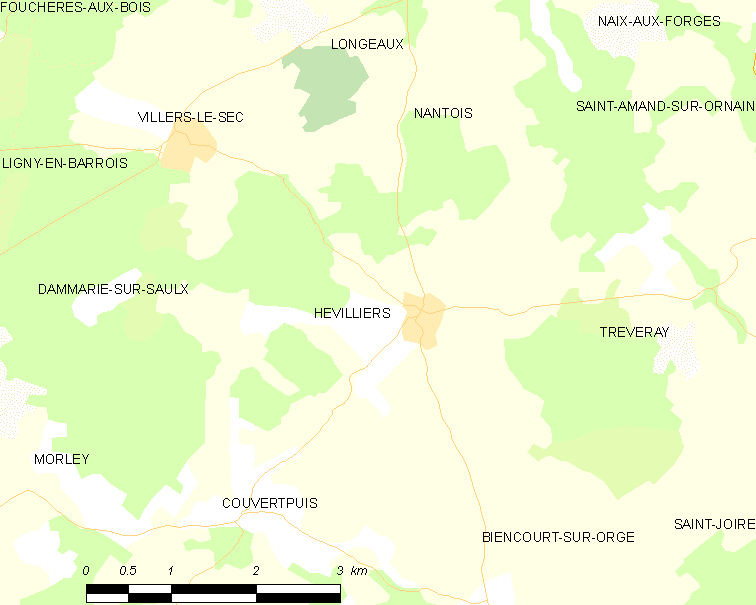
埃维利耶的OSM定位图

埃维利耶的时区为UTC+01:00、UTC+02:00（夏令时）。

## 行政
埃维利耶的邮政编码为55290，INSEE市镇编码为55246。

## 政治
埃维利耶所属的省级选区为利尼昂巴鲁瓦县。

## 人口

1962-2008年间埃维利耶人口变化图示

埃维利耶于2022年1月1日时的人口数量为156人。